# Isidore Loeb
Pour les articles homonymes, voir Loeb.
Le rabbin Isidore Loeb (1er novembre 1839, Soultzmatt, Haut-Rhin – 3 juin 1892, Paris) est un philologue et historien français du XIXe siècle, spécialiste des études sur l'histoire, la culture et la littérature juives.

## Biographie
Isidore Loeb fut titulaire de la chaire d'histoire et de littérature juives à l'École pratique des hautes études. Il succéda en 1878 à Albert Cohn à la chaire d'histoire du judaïsme du Séminaire israélite de France et occupa ce poste durant douze ans. Son successeur fut le grand-rabbin de France Israël Lévi.
Il créa la bibliothèque de l'Alliance israélite universelle, dont il fut le secrétaire de 1869 à 1892. Il fut l'un des principaux contributeurs de la Revue des études juives. Sa notice biographique dans la Jewish Encyclopedia est l'œuvre d'Isidore Singer et du grand-rabbin de France Zadoc Kahn.

## Publications
- La Situation des israélites en Turquie, en Serbie, et en Roumanie (1869)
- Biographie d'Albert Cohn (1878)
- Controverse sur le Talmud, sous Saint Louis (1881)
- Tables du Calendrier juif depuis l'ère chrétienne jusqu'au XXe siècle
- Les Juifs de Russie (1891)
- La Littérature des pauvres dans la Bible
- Réflexions sur les Juifs

## Jewish Encyclopedia
- Israël Lévi: Bibliographie des travaux d'Isidore Loeb. In: Revue des études juives, tome 24, n°48, avril-juin 1892, pp. 184-195.